# 大房郢路
大房郢路，安徽省合肥市的一条南北向次干道，已建成1.7公里，得名自大房郢水库，是合肥市区重要道路肥西路的北延伸段。道路北起北二环路，南至临泉路正接肥西北路。沿路有庐阳市民中心、四里河滨水生态公园、合肥市淮河路第三小学映月校区等。